# Anthonomus rubi
Espèce
Anthonomus rubi ou curcu noir à longue trompe est une espèce d'insectes coléoptères de la famille des Curculionidae (charançons) ravageuse pour les boutons de fraisiers et de framboisiers (Rubus idaeus) dont elle se nourrit. Les adultes se nourrissent de leur feuillage et les femelles pondent un œuf par bouton (elle peut en pondre une centaine) donnant naissance au bout de six à sept jours à une larve qui s'en nourrit au printemps pendant vingt-six jours. L'insecte peut ainsi causer la perte de 80 % de la récolte dans certains cas.

## Description
Ce charançon au fond de couleur noire mesure de 2 à 4 millimètres de longueur, peut sauter et peut émettre un son.

## Rôle des phéromones
Les monoterpènes, sesquiterpènes et autres composants aromatiques de ces plantes attirent les neurones des récepteurs olfactifs d'Anthonomus rubi, dont le mâle émet ses propres phéromones. On se sert ainsi de trois de ses composantes chimiques pour créer des appâts olfactifs et détruire ce ravageur.